# SN 2006ka
SN 2006ka – supernowa typu Ia odkryta 11 października 2006 roku w galaktyce A021826+0013. W momencie odkrycia miała maksymalną jasność 21,90m.